# Departamento Tala
Tala es un departamento de la provincia de Entre Ríos en la República Argentina. Es el segundo más pequeño de la provincia con una superficie de 2663 km² y el quinto menos poblado, con 31 309 habitantes según censo de 2022.
Limita al oeste con el departamento de Nogoyá, al norte con el departamento Villaguay, al sur con el departamento Gualeguay y al este con los departamentos Uruguay y Gualeguaychú.
De acuerdo a la metodología utilizada por el INDEC para los censos de 2001 y 2010 el departamento Tala comprendió 10 localidades: Altamirano Sur, Durazno, Estación Arroyo Clé o José V. Morand, Gobernador Echagüe, Gobernador Mansilla, Gobernador Sola, Guardamonte, Las Guachas, Maciá, Rosario del Tala (incluyendo el Barrio Militar). Las Guachas y Altamirano Sur no habían sido consideradas localidades en el censo de 1991.

## Historia
Tras la desfederalización de Entre Ríos, el 21 de septiembre de 1860 fue sancionada la ley que creó las jefaturas políticas en cada departamento, siendo el jefe político un representante del Poder Ejecutivo a cuyas órdenes estaban los comisarios policiales y los alcaldes de distrito en sus funciones políticas. A partir del 1 de enero de 1861 el comandante militar del departamento Gualeguay fue reemplazado en sus funciones políticas por el jefe político, estableciéndose un delegado político en Rosario del Tala. El 16 de enero de 1861 a propuesta del jefe político el gobernador Justo José de Urquiza decretó para la delegacía política de Tala el nombramiento de un juez de paz, dos alcaldes de los cuarteles 1° y 2° y 3 alcaldes de los distritos Sauce, Raíces y Clé.
El departamento fue creado por decreto de Urquiza el 7 de julio de 1863, separándolo del de Gualeguay, del cual era una delegacía. El 31 de julio de 1863 fue puesto en el cargo el primer jefe político del departamento, el coronel Juan Castro, quien fue inmediatamente sucedido por Ambrosio Mernes, hasta el año 1869. La ley de creación fue sancionada el 24 de febrero de 1864:

DEPARTAMENTO

Se erije á la delegacion del Tala.

La Cámara Legislativa de la Provincia sanciona con fuerza de—

LEY:

Art. 1 ° Erigese en Departamento la Delegacion del Tala, cuya cabeza será la villa del mismo nombre.

2° Los límites del Departamento del Tala serán por el Norte, el arroyo Raices, por el Este el rio Gualeguay, por el Sud los deslindes actuales al Norte de los campos de D. Pedro Ezeiza y D. Salvador M. del Carril, y por el Oeste los deslindes actuales con el Departamento de Nogoyá.

3 ° Queda autorizado el P. E. para la creacion de las autoridades que corresponden al nuevo Departamento.

3° Comuniquese etc.

Sala de Sesiones, Uruguay, Febrero 24 de 1864.

FIDEL SAGASTUME (Vice Presidente) - Narciso Taylor (Secretario)

De acuerdo a los decretos de nombramientos del 18 de mayo de 1868 y del 22 de enero de 1872, el departamento Tala tenía un juez de paz y alcaldes de 1° y 2° cuartel en la ciudad de Rosario del Tala, y alcaldes de los distritos de campaña de: Clé, Sauce al Norte, Sauce al Sur, Raíces al Sur, Raíces al Norte.

## Gobiernos locales

### Municipios
| Municipio           | Población |
| ------------------- | --------- |
| Maciá               | 5806      |
| Rosario del Tala    | 13 807    |
| Gobernador Mansilla | 2264      |

### Comunas
| Comuna             | Población |
| ------------------ | --------- |
| Gobernador Sola    | 533       |
| Durazno            | 294       |
| Gobernador Echagüe | 262       |
| Guardamonte        | 163       |

### Centros rurales de población
Los centros rurales de población gobernados por juntas de gobierno son:
Tercera categoría
- Altamirano Sur
- Arroyo Clé: creado el 24 de mayo de 1984[12]
- Las Guachas: creado el 28 de marzo de 1984[13]
- Sauce Sur: creado el 28 de marzo de 1984[14]

Cuarta categoría
- La Ollita: creado el 15 de junio de 2001[15]

Los integrantes de las juntas de gobierno fueron designados por decreto del gobernador hasta que fueron elegidos por primera vez el 23 de noviembre de 2003.
Los circuitos electorales utilizados para las elecciones de las juntas de gobierno son (CIRCUITO ELECTORAL: junta de gobierno):
- 144-DISTRITO PUEBLO: La Ollita
- 148-SAUCE NORTE: Las Guachas
- 149-SAUCE SUD: Sauce Sur
- 150-DISTRITO CLÉ: Arroyo Clé
- 154-ALTAMIRANO SUD: Altamirano Sur

El circuito electoral 145-PUEBLO PRIMERO corresponde a un área no organizada en las que no se elige gobierno local.
El centro rural de población de 1° Cuartel (circuito electoral 145-PUEBLO PRIMERO) fue creado por decreto 961/1984 MAS de 28 de marzo de 1984 del gobernador Sergio Montiel. Su última junta de gobierno fue designada 31 de julio de 1985 y no se renovó a partir de 1987 quedando legalmente vigente al no ser abrogado, pero realmente no existente ni presupuestado ni listado oficialmente.

## Distritos
El departamento Tala se divide en 7 distritos. Para fines de mensuras catastrales y en algunas ramas de la administración provincial el ejido original del municipio de Rosario del Tala es considerado aparte de los distritos y la Codificación General de Jurisdicciones Político Administrativas de la Provincia de Entre Ríos le asigna el código 1100.
| Código - Distrito                  | Área (en km²) |
| ---------------------------------- | ------------- |
| 1101 - Clé                         | 432,94        |
| 1102 - Pueblo 1°                   | 336,78        |
| 1103 - Pueblo 2°                   | 304,67        |
| 1104 - Raíces al Norte             | 546,06        |
| 1105 - Raíces al Sud/Raíces al Sur | 452,74        |
| 1106 - Sauce al Norte              | 248,06        |
| 1107 - Sauce al Sud/Sauce al Sur   | 240,49        |

- Clé: comprende la mayor parte del ejido municipal de Gobernador Mansilla y el área jurisdiccional del centro rural de población de Arroyo Clé.
- Pueblo 1°: comprende la parte norte del ejido municipal de Rosario del Tala, y el área jurisdiccional de la comuna de Gobernador Sola y el área no organizada del circuito electoral Pueblo 1°.
- Pueblo 2°: comprende la parte sur del ejido municipal de Rosario del Tala, el área jurisdiccional de la comuna de Gobernador Echagüe y el área jurisdiccional del centro rural de población de La Ollita.
- Raíces al Norte: comprende las áreas jurisdiccionales de las comunas de Durazno y de Guardamonte.
- Raíces al Sud: comprende el ejido municipal de Maciá y el área jurisdiccional del centro rural de población de Altamirano Sur.
- Sauce al Norte: comprende el área jurisdiccional del centro rural de población de Las Guachas.
- Sauce al Sud: comprende parte del ejido municipal de Gobernador Mansilla, y el área jurisdiccional del centro rural de población de Sauce Sur.

## Demografía
Cuenta con 31 309 habitantes (Indec, 2022), lo que representa un incremento del 22,0% frente a los 25 665 habitantes (Indec, 2010) del censo anterior.
La población se encuentra repartida en 16 228 mujeres y 15 081 hombres, con un índice de masculinidad de 92,9 hombres por cada 100 mujeres. 
La edad mediana de la población es de 33 años (34 años entre las mujeres y 32 años entre los hombres).
El 13,8% de la población tiene más de 65 años (frente al 13,1% en 2010), y el 3,4% de la población tiene más de 80 años (frente al 3,1% en 2010)
De las personas residentes en el departamento, unas 3 552 nacieron en otra provincia, y unas  398 lo hicieron fuera del país, siendo los grupos de inmigrantes más numerosos los provenientes de:
- Uruguay: 55 personas
- Bolivia: 47 personas
- Colombia: 38 personas
- Paraguay: 19 personas
- Chile: 13 personas

## Área natural protegida
El decreto 4671/69 MEOySP de 1969 estableció restricciones pesqueras para el río Gualeguay, en donde se permite la pesca mediante el uso de líneas de mano, cañas y espineles con no más de 20 anzuelos.